# Vòng đấu loại trực tiếp UEFA Champions League 2016–17
Vòng đấu loại trực tiếp UEFA Champions League 2016–17 bắt đầu vào ngày 14 tháng 2 và sẽ kết thúc vào ngày 3 tháng 6 năm 2017 với Chung kết UEFA Champions League 2017 tại Sân vận động Thiên niên kỷ tại Cardiff, Wales, để quyết định nhà vô địch của UEFA Champions League 2016-17. Tổng cộng có 16 đội tranh tài trong giai đoạn knockout.
Thời gian đến ngày 25 tháng 3 năm 2017 (vòng 16 đội) là CET (UTC+1), sau đó (tứ kết và các trận đấu nữa) là CEST (UTC+2).

## Thể thức
UEFA đã tổ chức bốc thăm chia các cặp đấu loại trực tiếp tại Nyon, Thụy Sĩ.
- Theo thể thức bốc thăm vòng 16 đội, 8 đội đứng đầu sẽ đá tại sân của đội đứng thứ nhì tại trận lượt đi và đội đứng đầu mỗi bảng sẽ đá ở sân nhà tại trận lượt về. Các đội cùng quốc gia hoặc cùng bảng sẽ không được gặp nhau.

- Kể từ tứ kết trở về sau, các đội cùng quốc gia hoặc cùng bảng sẽ có thể gặp nhau.

## Thời gian thi đấu
| Vòng      | Ngày và giờ                 | Lượt đi                                                    | Lượt về                                                    |
| --------- | --------------------------- | ---------------------------------------------------------- | ---------------------------------------------------------- |
| Vòng 16   | 12 tháng 12 năm 2016, 12:00 | 14–15 & 21–22 tháng 2 năm 2017                             | 7–8 & 14–15 tháng 3 năm 2017                               |
| Tứ kết    | 17 thảng 3 năm 2017, 12:00  | 11–12 tháng 4 năm 2017                                     | 18–19 tháng 4 năm 2017                                     |
| Băn kết   | 21 tháng 4 năm 2017, 12:00  | 2–3 tháng 5 năm 2017                                       | 9–10 tháng 5 năm 2017                                      |
| Chung Kết | 21 tháng 4 năm 2017, 12:00  | 3 tháng 6 năm 2017 tại Sân vận động Thiên niên kỷ, Cardiff | 3 tháng 6 năm 2017 tại Sân vận động Thiên niên kỷ, Cardiff |

## Các đội giành quyền tham dự
| Bảng | Đội đứng đầu (Hạt giống ở vòng 16 đội) | Đội đứng nhì (Không phải hạt giống ở vòng 16 đội) |
| ---- | -------------------------------------- | ------------------------------------------------- |
| A    | Arsenal                                | Paris Saint-Germain                               |
| B    | Napoli                                 | Benfica                                           |
| C    | Barcelona                              | Manchester City                                   |
| D    | Atlético Madrid                        | Bayern Munich                                     |
| E    | Monaco                                 | Bayer Leverkusen                                  |
| F    | Borussia Dortmund                      | Real Madrid                                       |
| G    | Leicester City                         | Porto                                             |
| H    | Juventus                               | Sevilla                                           |

### Tóm tắt
|  | Vòng 16 đội         | Vòng 16 đội          | Vòng 16 đội | Vòng 16 đội |   |                   | Tứ kết | Tứ kết | Tứ kết | Tứ kết |  |             | Bán kết | Bán kết | Bán kết | Bán kết |          |   | Chung kết | Chung kết |
|  |                     |                      |             |             |   |                   |        |        |        |        |  |             |         |         |         |         |          |   |           |           |
|  | Benfica             | 1                    | 0           | 1           |   |                   |        |        |        |        |  |             |         |         |         |         |          |   |           |           |
|  | Borussia Dortmund   | 0                    | 4           | 4           |   |                   |        |        |        |        |  |             |         |         |         |         |          |   |           |           |
|  | Borussia Dortmund   | 0                    | 4           | 4           |   | Borussia Dortmund | 2      | 1      | 3      |        |  |             |         |         |         |         |          |   |           |           |
|  |                     |                      |             |             |   | Borussia Dortmund | 2      | 1      | 3      |        |  |             |         |         |         |         |          |   |           |           |
|  |                     | Monaco               | 3           | 3           | 6 |                   |        |        |        |        |  |             |         |         |         |         |          |   |           |           |
|  | Manchester City     | Monaco               | 3           | 3           | 6 | 5                 | 1      | 6      |        |        |  |             |         |         |         |         |          |   |           |           |
|  | Manchester City     |                      |             |             |   | 5                 | 1      | 6      |        |        |  |             |         |         |         |         |          |   |           |           |
|  | Monaco              | 3                    | 3           | 6           |   |                   |        |        |        |        |  |             |         |         |         |         |          |   |           |           |
|  | Monaco              | 3                    | 3           | 6           |   |                   |        |        |        |        |  | Monaco      | 0       | 1       | 1       |         |          |   |           |           |
|  |                     |                      |             |             |   |                   |        |        |        |        |  | Monaco      | 0       | 1       | 1       |         |          |   |           |           |
|  |                     | Juventus             | 2           | 2           | 4 |                   |        |        |        |        |  |             |         |         |         |         |          |   |           |           |
|  | Porto               | Juventus             | 2           | 2           | 4 | 0                 | 0      | 0      |        |        |  |             |         |         |         |         |          |   |           |           |
|  | Porto               |                      |             |             |   | 0                 | 0      | 0      |        |        |  |             |         |         |         |         |          |   |           |           |
|  | Juventus            | 2                    | 1           | 3           |   |                   |        |        |        |        |  |             |         |         |         |         |          |   |           |           |
|  | Juventus            | 2                    | 1           | 3           |   | Juventus          | 3      | 0      | 3      |        |  |             |         |         |         |         |          |   |           |           |
|  |                     |                      |             |             |   | Juventus          | 3      | 0      | 3      |        |  |             |         |         |         |         |          |   |           |           |
|  |                     | Barcelona            | 0           | 0           | 0 |                   |        |        |        |        |  |             |         |         |         |         |          |   |           |           |
|  | Paris Saint-Germain | Barcelona            | 0           | 0           | 0 | 4                 | 1      | 5      |        |        |  |             |         |         |         |         |          |   |           |           |
|  | Paris Saint-Germain |                      |             |             |   | 4                 | 1      | 5      |        |        |  |             |         |         |         |         |          |   |           |           |
|  | Barcelona           | 0                    | 6           | 6           |   |                   |        |        |        |        |  |             |         |         |         |         |          |   |           |           |
|  | Barcelona           | 0                    | 6           | 6           |   |                   |        |        |        |        |  |             |         |         |         |         | Juventus | 1 |           |           |
|  |                     |                      |             |             |   |                   |        |        |        |        |  |             |         |         |         |         |          | 1 |           |           |
|  |                     | Real Madrid          | 4           |             |   |                   |        |        |        |        |  |             |         |         |         |         |          |   |           |           |
|  | Bayern Munich       | Real Madrid          | 4           | 5           | 5 | 10                |        |        |        |        |  |             |         |         |         |         |          |   |           |           |
|  | Bayern Munich       |                      |             | 5           | 5 | 10                |        |        |        |        |  |             |         |         |         |         |          |   |           |           |
|  | Arsenal             | 1                    | 1           | 2           |   |                   |        |        |        |        |  |             |         |         |         |         |          |   |           |           |
|  | Arsenal             | 1                    | 1           | 2           |   | Bayern Munich     | 1      | 2      | 3      |        |  |             |         |         |         |         |          |   |           |           |
|  |                     |                      |             |             |   | Bayern Munich     | 1      | 2      | 3      |        |  |             |         |         |         |         |          |   |           |           |
|  |                     | Real Madrid (s.h.p.) | 2           | 4           | 6 |                   |        |        |        |        |  |             |         |         |         |         |          |   |           |           |
|  | Real Madrid         | Real Madrid (s.h.p.) | 2           | 4           | 6 | 3                 | 3      | 6      |        |        |  |             |         |         |         |         |          |   |           |           |
|  | Real Madrid         |                      |             |             |   | 3                 | 3      | 6      |        |        |  |             |         |         |         |         |          |   |           |           |
|  | Napoli              | 1                    | 1           | 2           |   |                   |        |        |        |        |  |             |         |         |         |         |          |   |           |           |
|  | Napoli              | 1                    | 1           | 2           |   |                   |        |        |        |        |  | Real Madrid | 3       | 1       | 4       |         |          |   |           |           |
|  |                     |                      |             |             |   |                   |        |        |        |        |  | Real Madrid | 3       | 1       | 4       |         |          |   |           |           |
|  |                     | Atlético Madrid      | 0           | 2           | 2 |                   |        |        |        |        |  |             |         |         |         |         |          |   |           |           |
|  | Bayer Leverkusen    | Atlético Madrid      | 0           | 2           | 2 | 2                 | 0      | 2      |        |        |  |             |         |         |         |         |          |   |           |           |
|  | Bayer Leverkusen    |                      |             |             |   | 2                 | 0      | 2      |        |        |  |             |         |         |         |         |          |   |           |           |
|  | Atlético Madrid     | 4                    | 0           | 4           |   |                   |        |        |        |        |  |             |         |         |         |         |          |   |           |           |
|  | Atlético Madrid     | 4                    | 0           | 4           |   | Atlético Madrid   | 1      | 1      | 2      |        |  |             |         |         |         |         |          |   |           |           |
|  |                     |                      |             |             |   | Atlético Madrid   | 1      | 1      | 2      |        |  |             |         |         |         |         |          |   |           |           |
|  |                     | Leicester City       | 0           | 1           | 1 |                   |        |        |        |        |  |             |         |         |         |         |          |   |           |           |
|  | Sevilla             | Leicester City       | 0           | 1           | 1 | 2                 | 0      | 2      |        |        |  |             |         |         |         |         |          |   |           |           |
|  | Sevilla             |                      |             |             |   | 2                 | 0      | 2      |        |        |  |             |         |         |         |         |          |   |           |           |
|  | Leicester City      | 1                    | 2           | 3           |   |                   |        |        |        |        |  |             |         |         |         |         |          |   |           |           |

## Vòng 16 đội
Lượt bốc thăm được tổ chức vào ngày 12 tháng 12 năm 2016. Lượt đi được thi đấu vào 14, 15, 21 và 22 tháng 2, và lượt về sẽ được thi đấu vào ngày 7, 8, 14 và 15 tháng 3 năm 2017.
| Đội 1               | TTS  | Đội 2             | Lượt đi | Lượt về |
| ------------------- | ---- | ----------------- | ------- | ------- |
| Manchester City     | 6-6  | Monaco            | 5–3     | 1-3     |
| Real Madrid         | 6–2  | Napoli            | 3–1     | 3–1     |
| Benfica             | 1–4  | Borussia Dortmund | 1–0     | 0–4     |
| Bayern Munich       | 10–2 | Arsenal           | 5–1     | 5–1     |
| Porto               | 0-3  | Juventus          | 0–2     | 0-1     |
| Bayer Leverkusen    | 2-4  | Atlético Madrid   | 2–4     | 0-0     |
| Paris Saint-Germain | 5–6  | Barcelona         | 4–0     | 1–6     |
| Sevilla             | 2-3  | Leicester City    | 2–1     | 0-2     |

### Trận đấu
| Manchester City                                          | 5–3      | Monaco                         |
| -------------------------------------------------------- | -------- | ------------------------------ |
| - Sterling 26' - Agüero 58', 71' - Stones 77' - Sané 82' | Chi tiết | - Falcao 32', 61' - Mbappé 40' |

| Monaco                                   | 3–1      | Manchester City |
| ---------------------------------------- | -------- | --------------- |
| - Mbappé 8' - Fabinho 29' - Bakayoko 77' | Chi tiết | Sané 71'        |

Tổng tỉ số 6–6. Monaco thắng nhờ luật bàn thắng sân khách.
| Real Madrid                              | 3–1      | Napoli     |
| ---------------------------------------- | -------- | ---------- |
| - Benzema 18' - Kroos 49' - Casemiro 54' | Chi tiết | Insigne 8' |

| Napoli      | 1–3      | Real Madrid                                     |
| ----------- | -------- | ----------------------------------------------- |
| Mertens 24' | Chi tiết | - Ramos 52' - Mertens 57' (l.n.) - Morata 90+1' |

Real Madrid thắng với tổng tỉ số 6–2.
| Benfica       | 1–0      | Borussia Dortmund |
| ------------- | -------- | ----------------- |
| Mitroglou 48' | Chi tiết |                   |

| Borussia Dortmund                       | 4–0      | Benfica |
| --------------------------------------- | -------- | ------- |
| - Aubameyang 4', 61', 85' - Pulisic 59' | Chi tiết |         |

Borussia Dortmund thắng với tổng tỉ số 4–1.
| Bayern Munich                                                 | 5–1      | Arsenal     |
| ------------------------------------------------------------- | -------- | ----------- |
| - Robben 11' - Lewandowski 53' - Thiago 56', 63' - Müller 88' | Chi tiết | Sánchez 30' |

| Arsenal     | 1–5      | Bayern Munich                                                               |
| ----------- | -------- | --------------------------------------------------------------------------- |
| Walcott 20' | Chi tiết | - Lewandowski 55' (ph.đ.) - Robben 68' - Douglas Costa 78' - Vidal 80', 85' |

Bayern Munich thắng với tổng tỉ số 10–2.
| Porto | 0–2      | Juventus                     |
| ----- | -------- | ---------------------------- |
|       | Chi tiết | - Pjaca 72' - Dani Alves 74' |

| Juventus           | 1–0      | Porto |
| ------------------ | -------- | ----- |
| Dybala 42' (ph.đ.) | Chi tiết |       |

Juventus thắng với tổng tỉ số 3-0.
| Bayer Leverkusen                   | 2–4      | Atlético Madrid                                               |
| ---------------------------------- | -------- | ------------------------------------------------------------- |
| - Bellarabi 48' - Savić 68' (l.n.) | Chi tiết | - Saúl 17' - Griezmann 25' - Gameiro 59' (ph.đ.) - Torres 86' |

| Atlético Madrid | 0–0      | Bayer Leverkusen |
| --------------- | -------- | ---------------- |
|                 | Chi tiết |                  |

Atlético Madrid thắng với tổng tỉ số 4-2.
| Paris Saint-Germain                            | 4–0      | Barcelona |
| ---------------------------------------------- | -------- | --------- |
| - Di María 18', 55' - Draxler 40' - Cavani 72' | Chi tiết |           |

| Barcelona                                                                                           | 6–1      | Paris Saint-Germain |
| --------------------------------------------------------------------------------------------------- | -------- | ------------------- |
| - L. Suárez 3' - Kurzawa 40' (l.n.) - Messi 50' (ph.đ.) - Neymar 88', 90+1' (ph.đ.) - Roberto 90+5' | Chi tiết | Cavani 62'          |

Barcelona thắng với tổng tỉ số 6-5.
| Sevilla                    | 2–1      | Leicester City |
| -------------------------- | -------- | -------------- |
| - Sarabia 25' - Correa 62' | Chi tiết | Vardy 73'      |

| Leicester City                | 2–0      | Sevilla |
| ----------------------------- | -------- | ------- |
| - Morgan 27' - Albrighton 54' | Chi tiết |         |

Leicester City thắng với tổng tỉ số 3-2.

## Tứ kết
Lượt bốc thăm sẽ vào ngày 17 tháng 3 năm 2017. Lượt đi sẽ thi đấu vào ngày 11 and 12 tháng 4, và lượt về sẽ thi đấu vào ngày 18 và 19 tháng 4 năm 2017.

| Đội 1             | TTS | Đội 2          | Lượt đi | Lượt về      |
| ----------------- | --- | -------------- | ------- | ------------ |
| Atlético Madrid   | 2–1 | Leicester City | 1–0     | 1–1          |
| Borussia Dortmund | 3–6 | Monaco         | 2–3     | 1–3          |
| Bayern Munich     | 3–6 | Real Madrid    | 1–2     | 2–4 (s.h.p.) |
| Juventus          | 3–0 | Barcelona      | 3–0     | 0–0          |

### Trận đấu
| Atlético Madrid       | 1–0      | Leicester City |
| --------------------- | -------- | -------------- |
| Griezmann 28' (ph.đ.) | Chi tiết |                |

| Leicester City | 1–1      | Atlético Madrid |
| -------------- | -------- | --------------- |
| Vardy 61'      | Chi tiết | Saúl 26'        |

Atlético Madrid won 2–1 on aggregate.
| Borussia Dortmund          | 2–3      | Monaco                                |
| -------------------------- | -------- | ------------------------------------- |
| - Dembélé 57' - Kagawa 84' | Chi tiết | - Mbappé 19', 79' - Bender 35' (l.n.) |

| Monaco                                 | 3–1      | Borussia Dortmund |
| -------------------------------------- | -------- | ----------------- |
| - Mbappé 3' - Falcao 17' - Germain 81' | Chi tiết | Reus 48'          |

Monaco won 6–3 on aggregate.
| Bayern Munich | 1–2      | Real Madrid      |
| ------------- | -------- | ---------------- |
| Vidal 25'     | Chi tiết | Ronaldo 47', 77' |

| Real Madrid                              | 4–2 (s.h.p.) | Bayern Munich                                |
| ---------------------------------------- | ------------ | -------------------------------------------- |
| - Ronaldo 76', 105', 110' - Asensio 112' | Chi tiết     | - Lewandowski 53' (ph.đ.) - Ramos 78' (l.n.) |

Real Madrid won 6–3 on aggregate.
| Juventus                         | 3–0      | Barcelona |
| -------------------------------- | -------- | --------- |
| - Dybala 7', 22' - Chiellini 55' | Chi tiết |           |

| Barcelona | 0–0      | Juventus |
| --------- | -------- | -------- |
|           | Chi tiết |          |

Juventus won 3–0 on aggregate.

## Bán kết
Lễ bốc thăm vòng bán kết sẽ được tổ chức vào ngày 21 tháng 4 năm 2017. Lượt đi sẽ chơi vào ngày 2 và 3 tháng 5, và lượt về sẽ chơi vào ngày 9 và 10 tháng 5 năm 2017.
| Đội 1       | TTS | Đội 2           | Lượt đi | Lượt về |
| ----------- | --- | --------------- | ------- | ------- |
| Real Madrid | 4-2 | Atlético Madrid | 3–0     | 2-1     |
| Monaco      | 1-4 | Juventus        | 0–2     | 1-2     |

### Trận đấu
| Real Madrid           | 3-0      | Atlético Madrid |
| --------------------- | -------- | --------------- |
| Ronaldo 10', 73', 86' | Chi tiết |                 |

| Atlético Madrid                    | 2-1      | Real Madrid |
| ---------------------------------- | -------- | ----------- |
| - Saúl 12' - Griezmann 16' (ph.đ.) | Chi tiết | Isco 42'    |

Real Madrid won 4–2 on aggregate.
| Monaco | 0–2      | Juventus         |
| ------ | -------- | ---------------- |
|        | Chi tiết | Higuaín 29', 59' |

| Juventus                         | 2–1      | Monaco     |
| -------------------------------- | -------- | ---------- |
| - Mandžukić 33' - Dani Alves 44' | Chi tiết | Mbappé 69' |

## Chung kết
Trận chung kết sẽ diễn ra vào ngảy 3 tháng 6 năm 2017 tại Sân vận động Thiên niên kỷ ở Cardiff, xứ Wales. Đội "chủ nhà" (vì mục đích hành chính) sẽ được xác định bởi một lễ bốc thăm tổ chức trước đó là bốc thăm bán kết.
| Juventus      | 1–4      | Real Madrid                                     |
| ------------- | -------- | ----------------------------------------------- |
| Mandžukić 27' | Chi tiết | - Ronaldo 20', 64' - Casemiro 61' - Asensio 90' |